# パナソニックFSエンジニアリング
パナソニックFSエンジニアリング株式会社（Panasonic Factory Solutions Sales & Engineering Japan Co., Ltd.）は、表面実装装置、溶接・切断関連装置、電子計測機器、マイクロエレクトロニクス関連システム、レーザー微細加工機などの販売・サービスとこれらに関連するソリューションの開発・製造・販売・サービスを手掛ける企業で、パナソニックグループの1社。
かつての販売会社を含む6社が統合して発足しており、日本国内には17の拠点を持つ。以前はパナソニック スマートファクトリーソリューションズの子会社だったが、2022年4月のグループ再編により主要事業会社の1つで、同社を統合したパナソニック コネクトの子会社となった。